# Wingman
Wingman (яп. ウイングマン), или Dream Soldier Wingman (яп. 夢戦士ウイングマン Юмэ Сэнси Уингуман) — научно-фантастическая манга, автором которой является Масакадзу Кацура. 
Манга публиковалась издательством Shueisha в журнале Weekly Shōnen Jump с 1983 по 1985 год. По мотивам манги студией Toei Animation был выпущен аниме-сериал, который транслировался по телеканалу TV Asahi с 7 февраля 1984 года по 26 февраля 1985 года. Всего выпущено 47 серий аниме. Сериал также был дублирован на итальянском и французском языках. В 1984 году компанией Enix была также выпущена игра в жанре визуальный роман, разработанная компанией TamTam для NEC PC-8801 и прочих японских персональных компьютеров. В игре возможно наводить курсор мышкой, чтобы взаимодействовать с объектами на экране, такие же возможности используются играх Planet Mephius (1983) и в NES-версии игры Portopia Renzoku Satsujin Jiken (1985).

## Сюжет
Хироно Кэнта мечтает стать супергероем, как те, что изображены во многочисленных комиксах и мангах, а также сам рисует героев. Так он решает смастерить себе косплейный костюм супергероя Вингмена. По воле судьбы парень встречает Юмэ Аой, принцессу волшебного мира «Боторим», которая обладает дневником желаний — если записать в него желание, но оно обязательно сбудется. Хироно рисует Вингмана и сам получает суперсилу. Теперь парень, его старая подруга Мику и Юмэ должны спасти Боторим от Римэру, злодея, который жаждет завоевать волшебный мир и заполучить дневник желаний. По мере развития сюжета Хироно влюбляется в Мику и Юмэ, но не может решить, кому отдать предпочтение.

## Роли озвучивали
- Рё Хорикава — Кэнта Хироно
- Ёко Каванами — Аой Юмэ
- Мицуко Хориэ — Куруми Мимори
- Сэйко Накано — Кумико Фудзава
- Хироко Эмори — Юкари
- Кэй Томияма — Дзюнъити Китакура
- Хироси Отакэ — Доктор Анбаланс
- Ясуо Танака — Римель
- Хидэюки Хори — Окуно
- Кодзи Яда — Отец Кэнты
- Марико Мукай — Мать Кэнты
- Суми Симамото — Мацуока-сэнсэй
- Масаси Хиронака — Масаки
- Наоко Ватанабэ — Мику Огава
- Тисато Накадзима — Киёми
- Мититака Кобаяси — Рэна Камия
- Юрико Ямамото — Шафт (Куроцу)